# Museum Künstlerkolonie Darmstadt

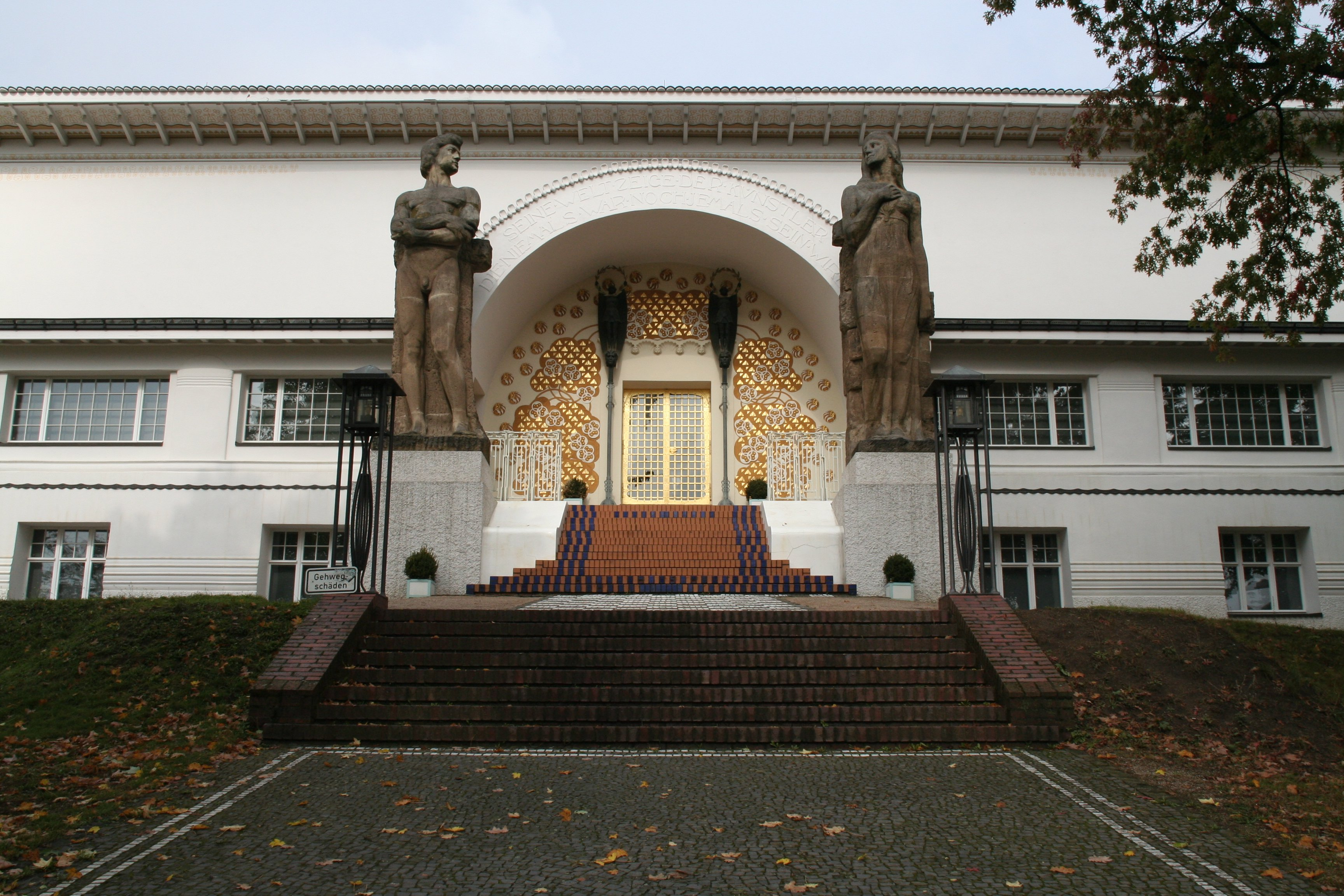
Ehemaliger Haupteingang des Ernst-Ludwig-Hauses mit Freitreppe

Das Museum Künstlerkolonie auf der Darmstädter Mathildenhöhe ist der Geschichte der Darmstädter Künstlerkolonie, deren Ausstellungen und den Künstlern der Kolonie gewidmet.

## Geschichte

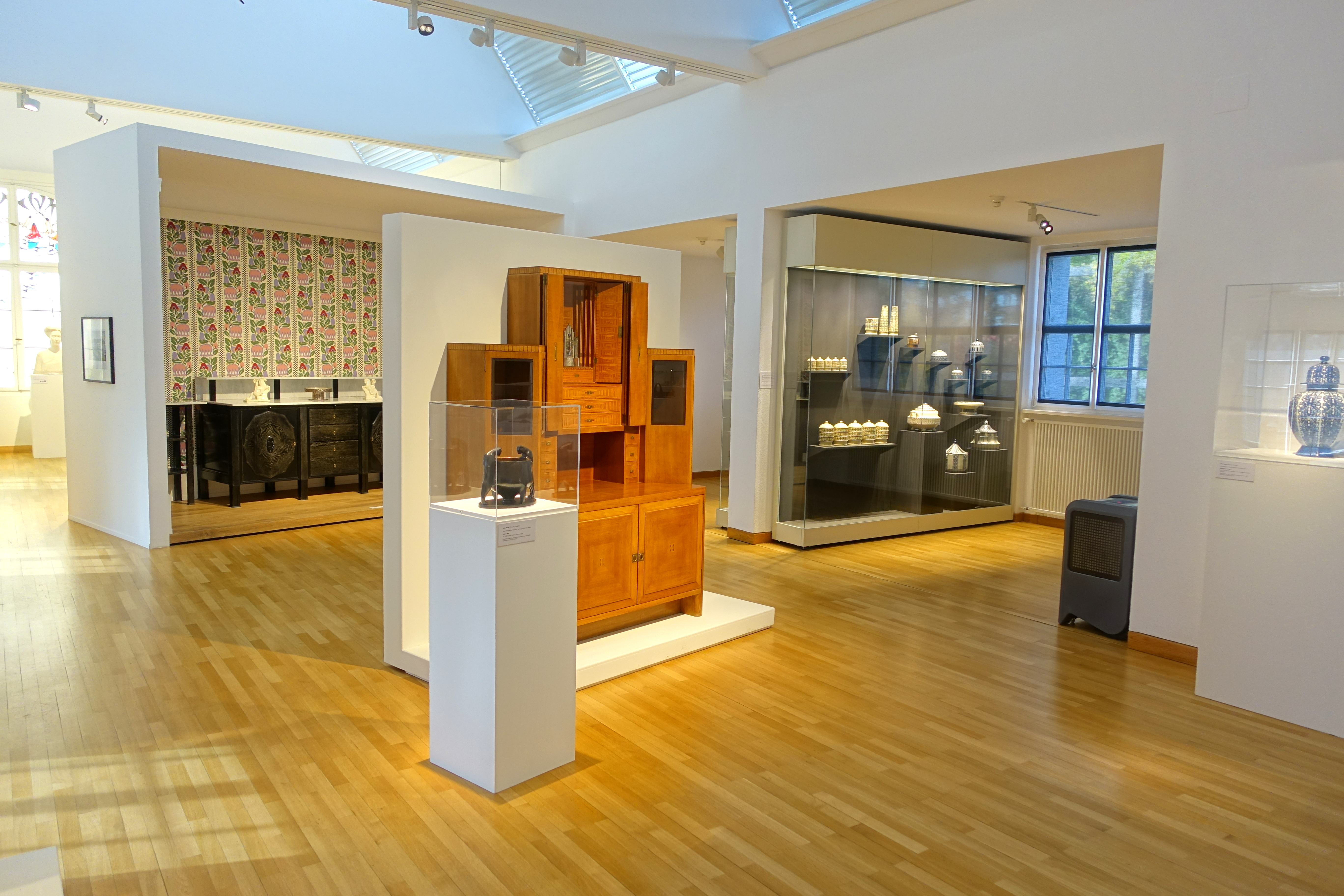
Innenansicht des Museums

Das Museum befindet sich in dem Ende der 1980er Jahre rekonstruierten Ernst-Ludwig-Haus, dem gemeinschaftlichen Ateliergebäude der Künstlergruppe, das ab 1900 nach Plänen von Joseph Maria Olbrich anlässlich der Ausstellung „Ein Dokument Deutscher Kunst“ (1901) errichtet worden war. Das im Mai 1990 eröffnete Museum dokumentiert die 15-jährige Geschichte der Darmstädter Künstlergemeinschaft von 1899 bis 1914 und gibt einen Überblick über die Werke ihrer 23 Mitglieder.
Im Foyer dient eine Chronologie der Künstlerkolonie als Einführung, man betritt das kleine Museum sodann im mittleren von drei Räumen. Dort wurde die hölzerne Innenausstattung eines der Mathildenhöhenhäuser aus dem Jahr 1908 eingebaut, nachdem diese in den 1960er Jahren an ihrem Originalstandort herausgerissen worden war, weil man dort den Zustand von 1901 rekonstruieren wollte. Die Exponate in den Räumen rechts und links, Möbel und andere Gebrauchsgegenstände, stehen auf flachen Sockeln und Podesten frei im Raum. Es wurde versucht, die räumlichen Dimensionen der Wohnräume, für die die ausgestellten Möbel, Keramiken und Metallgegenstände konzipiert waren, nachzuempfinden. Modelle bilden zudem die Siedlung in verschiedenen Entwicklungsstufen ab.
Jeder Künstler wird kurz biographisch und mit seinem Werk vorgestellt.

## Sonderausstellungen
Im Museum finden regelmäßig Sonderausstellungen statt. So zum Beispiel:
- 1992: Eugen Bracht (1842–1921): Landschaftsmaler im wilhelminischen Kaiserreich.
- 2011: Glanz einer Epoche. Jugendstilschmuck der sieben Pioniere der Künstlerkolonie[1]
- 2013: August Lucas – Wer Engel sucht.[2]
- 2016/2017: Ludwig Meidner – Begegnungen.[3]
- 2017/2018: Otto Bartning (1883–1959). Architekt einer sozialen Moderne.[4][5]